# Таубе, Генри
Ге́нри Та́убе (англ. Henry Taube; 30 ноября 1915, Ньюдорф, Саскачеван, Канада — 16 ноября 2005, Пало-Алто, Калифорния, США) — американский химик канадского происхождения. Занимался механизмом электронного переноса в окислительно-восстановительных реакциях. Лауреат Нобелевской премии по химии 1983 года «за изучение механизмов реакций с переносом электрона, особенно комплексов металлов».
Член Национальной академии наук США (1959), Королевского общества Канады (1997), иностранный член Лондонского королевского общества (1988). Отец антрополога и археолога Карла Тауба.

## Биография
Генри Таубе родился в Ньюдорфе (провинция Саскачеван, Канада) 30 ноября 1915 года.
Родители будущего Нобелевского лауреата, русские немцы, эмигрировали в Канаду из Украины в 1911 году. Вначале они поселились в Виннипеге, Манитоба, где его отец работал чернорабочим. Через четыре года они переехали в Ньюдорф. Его отец стал работать на ферме, а мать убирать дома. Генри Таубе вспоминал, что семья жила в арендованной дерновой хижине, когда он родился. В конце концов семья смогла арендовать ферму недалеко от Гренфелла, Саскачеван, где Г. Таубе провел свое детство.
В возрасте 13 лет будущий ученый был отправлен в Лютеровский колледж в Реджайне для получения среднего образования. У него был настоящий интерес к английской литературе, которую пропагандировал его школьный учитель физики. На втором курсе колледжа семья лишилась возможности финансово обеспечивать его после краха фондового рынка в 1929 году. Однако Таубе все ещё мог продолжать учёбу, потому что его учитель химии убедил школу назначить его помощником в лаборатории, что стало чрезвычайно важным шагом вперед для научных исследований.
В 1935 году окончил Саскачеванский университет, где получил степени бакалавра и магистра. Его научным руководителем был Джон Спинкс, который позже стал президентом университета. Генри Таубе отметил, что его пребывание в университете включало общение с будущим лауреатом Нобелевской премии по химии Герхардом Херцбергом, и с удовольствием вспоминал качество и ясность лекций Херцберга по атомной спектроскопии и ядерной физике. После получения ученой степени в Саскачеване, он решил поступить в аспирантуру химического колледжа Калифорнийского университета в Беркли. В 1940 написал диссертацию.
Получив докторскую степень, Генри Таубе стал работать на химическом факультете Корнелkского университета в 1941 году. Его ранние исследования в Корнелле и на протяжении 1940-х годов были посвящены исследованиям кинетики и механизмов окислительно-восстановительных реакций, первоначально связанных с неметаллами основной группы.
В 1942 году получил гражданство США.
Таубе покинул Корнелл в 1946 году, чтобы занять должность в Чикагском университете, где он обратил внимание на химию комплексов переходных металлов, включая окислительно-восстановительные реакции. Там он вел исследования и преподавал до 1961 года.
Г. Таубе получил свою последнюю академическую должность (профессор) в Стэнфордском университете в 1962 году и оставался там до своей отставки в 1986 году. В конце 1960-х годов он провел серию экспериментов со своей ученицей Кэрол Крейц.
Он также дважды занимал пост председателя (1972-74; 1978-79) химического факультета Стэнфорда. Он официально уволился с факультета в 1986 году, но долгое время продолжал активную научную деятельность.

## Научные исследования

### Исследования в Корнелле
Его ранние исследования в Корнелле и на протяжении 1940-х годов были сосредоточены на изучении кинетики и механизмов окислительно-восстановительных реакций, первоначально связанных с неметаллами основной группы. Вначале ключевыми субстратами были перекись водорода и озон.

### Исследования в Чикагском университете
В Чикагском университете он принялся за новую, долгосрочную тему — химию комплексов переходных металлов, включая исследования окислительно-восстановительных реакций. В частности, он обратил пристальное внимание на детали того, как протекают реакции замещения лигандов в комплексах металлов. На разработку этой темы он потратил большую часть стипендии Гуггенхайма в конце 1940-х годов, активно используя химическую библиотеку в Беркли и просматривая все, что было известно об этих реакциях замещения. Результатом стала статья 1952 года в Chemical Reviews, в которой он осветил детали реакций замещения лигандов в комплексах металлов. Анализ полученных данных позволил разработать серию, как признавалось современниками, «поистине элегантных» экспериментов, которые подробно разъяснили, как протекают реакции переноса электронов между комплексами переходных металлов в растворе.

### Исследования в Стэнфорде
В конце 1960-х годов он провел серию экспериментов со своей (ныне покойной) ученицей Кэрол Крейц, сосредоточив внимание на химии и свойствах вскоре ставшего знаменитым иона Крейц-Таубе {(NH3)5Ru(pz)Ru(NH3)5}5+ с пиразином (pz) в качестве связующего лиганда между двумя центральными атомами рутения. Учитывая смешанную валентную форму комплекса с двумя идентичными металлическими центрами и электронной связью через мостик, главный вопрос заключался в том, как описать электронное распределение. Было ли оно локализовано с одним рутением в степени окисления +2, а другим в степени окисления +3, делокализовано или что-то среднее? Эксперименты Генри Таубе в этой области были частью гораздо более обширного исследования окислительно-восстановительных и спектроскопических свойств аммиачных комплексов рутения, а затем и аммиачных комплексов осмия. Он и его группа исследовали ряд важных вопросов, включая существование расширенной реакционной способности с участием аминов осмия и ненасыщенных лигандов, включая молекулярный азот (N2) в качестве координированного лиганда. Он и студент Дин Харман обнаружили высокую реакционную способность между аминами осмия и различными ненасыщенными органическими лигандами в серии экспериментов, которые лежат на стыке традиционной координационной химии и металлоорганической химии.

## Награды и признание
- 1949 — Стипендия Гуггенхайма (получал эту стипендию повторно в 1955 году)[18]
- 1969 — Лекции 3M
- 1971 — Премия Уилларда Гиббса
- 1976 — Национальная научная медаль США в номинации «Физические науки»[19][20]
- 1979 — Премия столетия
- 1981 — Премия ACS по неорганической химии[нем.]
- 1981 — Премия Лайнуса Полинга
- 1983 — Премия НАН США по химическим наукам[англ.]
- 1983 — Нобелевская премия по химии
- 1985 — Медаль Пристли

## Личные качества
Как наставник, он сделал химию и открытие новых явлений не только сложными и вдохновляющими, но и увлекательными. Он создал исследовательскую среду, в которой ключевым было выявление важных проблем и способов их решения. Было даже известно, что он ставил бутылку вина или виски на потенциальный исход эксперимента и расплачивался, когда, редко, оказывался в проигрыше. Влияние Генри Таубе на своих студентов и сотрудников-исследователей было важной частью того, что он делал и как он это делал.

## Увлечения
Таубе был заядлым коллекционером и любил рыться в комиссионных магазинах в поисках возможных интересных предметов. В какой-то момент у него была первоклассная коллекция старых грампластинок, он специализировался на тенорах. Ему также нравилось коллекционировать малоизвестные предметы. Его список предметов коллекционирования включал кофейники для эспрессо, старинные паяльные лампы и старые бутылки. Генри Таубе получал огромное удовольствие, делясь своим энтузиазмом с другими.